# Jupiter LIV
Jupiter LIV, cunoscut inițial ca S/2016 J 1, este un satelit natural exterior al lui Jupiter . A fost descoperit de Scott S. Sheppard⁠(d) în 2016, dar nu a fost anunțat decât pe 2 iunie 2017 printr-un Minor Planet Electronic Circular de la Minor Planet Center .  Are aproximativ 1 kilometru în diametru și orbitează pe o semiaxă mare de aproximativ 20.650.845 km cu o înclinație de aproximativ 139,8°.  Aparține grupului Ananke . 